# Tucumcari

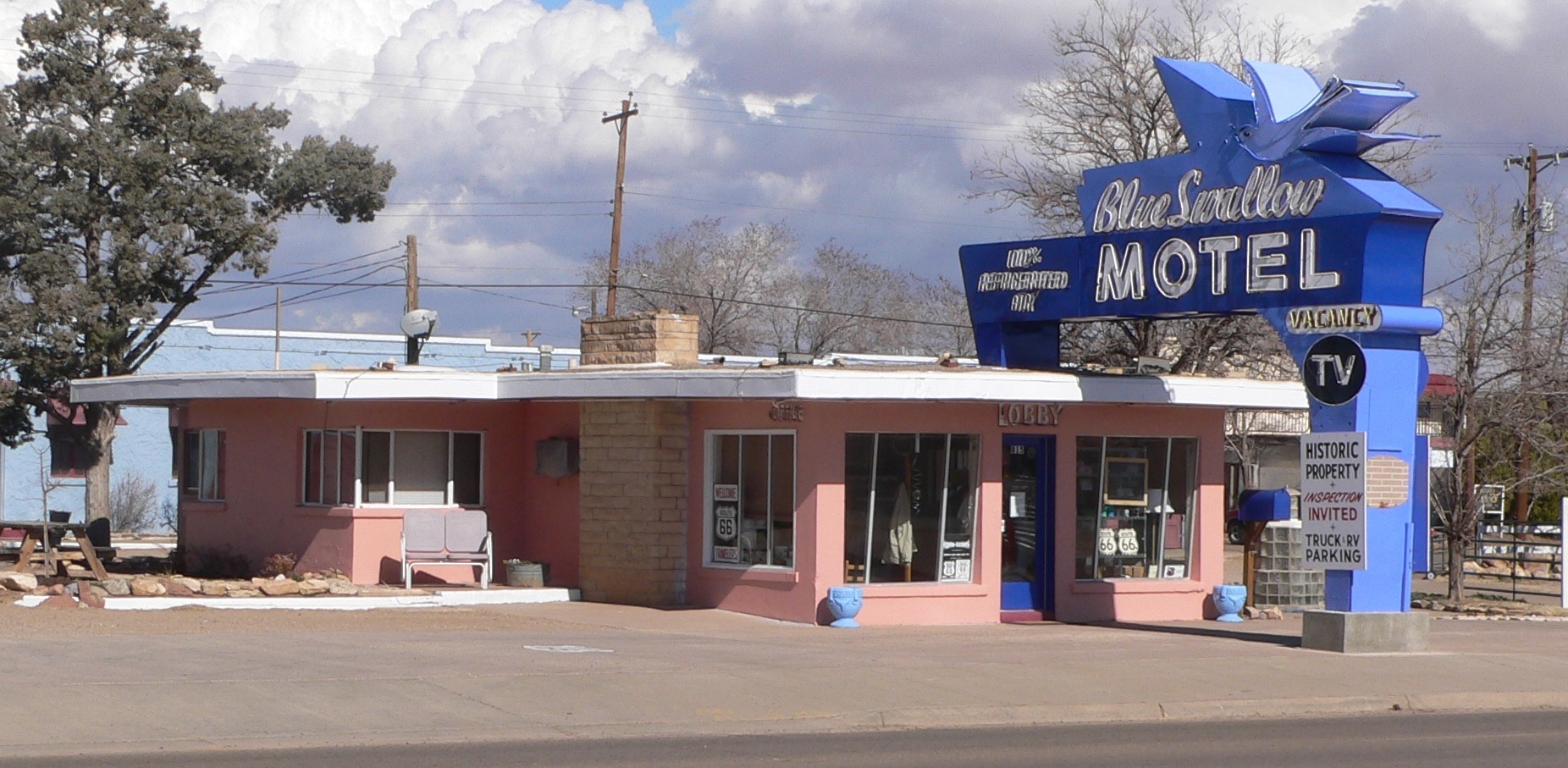
Blue Swallow Motel à Tucumcari.

La ville de Tucumcari est le siège du comté de Quay, situé dans le Nouveau-Mexique, aux États-Unis, sur l'historique Route 66.
Elle est citée dans la chanson  (Willin) de  Little Feat.

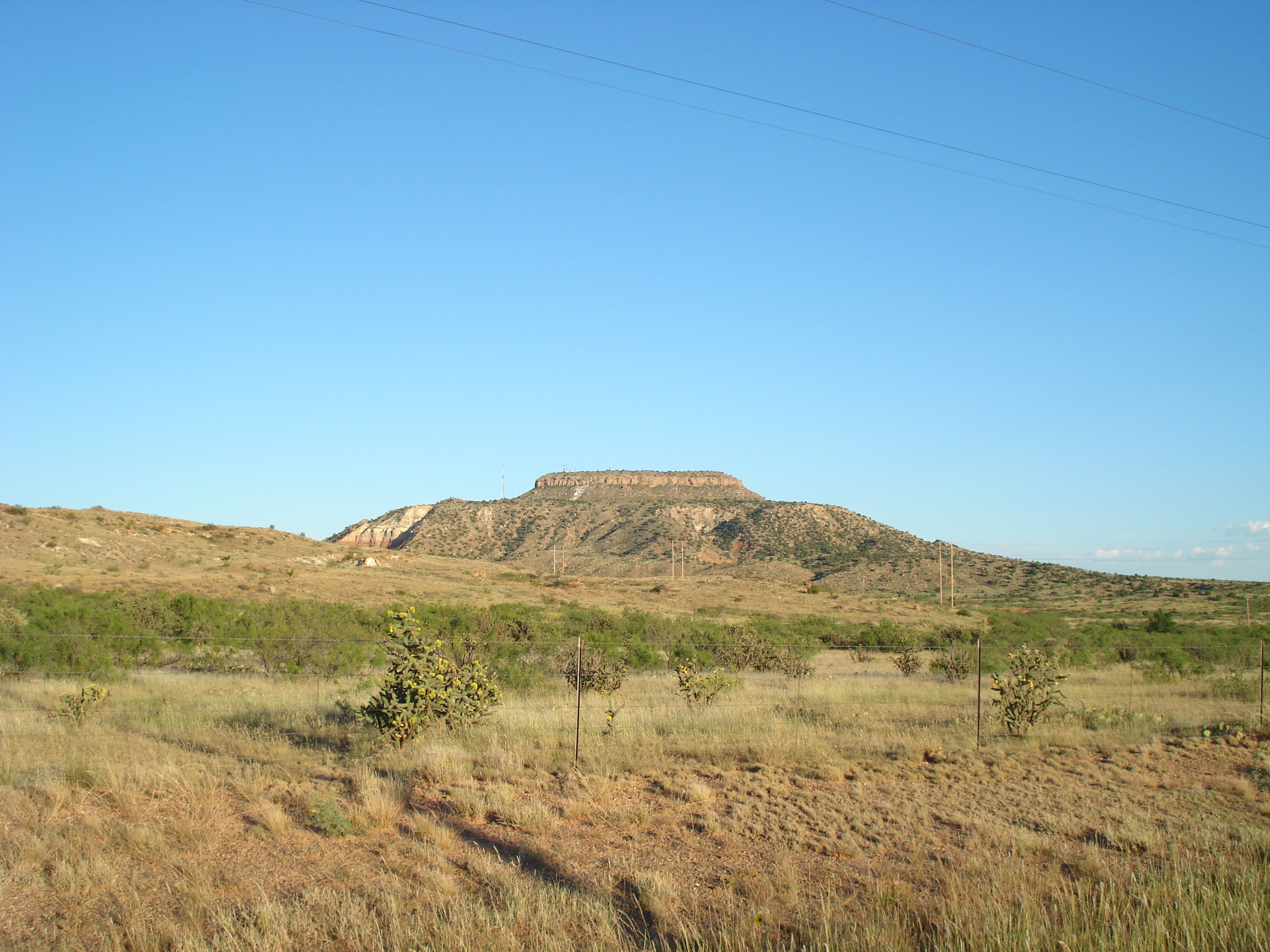
Tucumcari Mountain.

## Dans la culture populaire
- La localité passe à la postérité en 1965 lors de la sortie du western de Sergio Leone, Et pour quelques dollars de plus (VO : For a Few Dollars More)[1]. Les premières scènes du film montrent Lee Van Cleef – qui incarne le révérend-colonel Douglas Mortimer, ancien officier sudiste reconverti redoutable chasseur de primes – dans un train. Il souhaite descendre à la prochaine halte, mais l'arrêt n'est pas prévu. Au passager assis face à lui qui le lui fait observer il réplique, impassible : « Ce train s'arrêtera surement  à Tucumcari » (This train'll stop at Tucumcari)[2] avant de se lever et d’actionner le signal d'alarme. Ce passage constitue un anachronisme, car la bourgade actuelle ne voit le jour qu’au début du XXe siècle. Or, l'action du film est censée se dérouler après la guerre de Sécession, vers les années 1880.

- En 1959 Hugues Aufray évoque déjà cette ville dans une chanson intitulée Tucumcari.

- Le premier album solo de Sammy Decoster est intitulé Tucumcari tout comme le premier titre de l'album.

- La ville est également citée par le personnage de Tom Cruise dans le film Rain Man lors d'une halte entre Cincinnati et Los Angeles.

- La ville de Tucumcari est citée dans la saison 1 de l'épisode 6 de Supernatural par Dean Winchester.

- Tucumcari apparaît dans la saison 5 de la série Better Call Saul.

- Une banque de Tucumcari est la scène d'une tentative de cambriolage dans le chapitre Près d'Algodones du film La Ballade de Buster Scruggs, western à sketches américain écrit et réalisé par Joel et Ethan Coen, sorti en 2018.